# Mouvement ouvrier

Le drapeau rouge, symbole adopté par le mouvement ouvrier à partir du XIXe siècle.

Le terme de mouvement ouvrier désigne l'ensemble des mouvements et partis organisés, à partir de l'époque de la révolution industrielle, dans l'objectif d'améliorer les conditions d'existence de la classe ouvrière (ou prolétariat). Cette définition inclut principalement le syndicalisme, mais aussi les partis politiques (socialistes, communistes…) en étant issus ou s'en étant réclamés et plus largement les différentes formes d'action politique et sociale ayant lutté pour, représenté, ou estimé représenter, les intérêts de la classe ouvrière (coopératisme, mutualisme…).
Plus particulièrement, au XIXe siècle, la mouvance socialiste — qui adopte dans une partie des pays européens l'appellation de social-démocrate — devient la principale force de lutte du mouvement ouvrier. La nature des liens entre syndicalisme et partis politiques est cependant variable selon les pays : au Royaume-Uni, la précocité du développement industriel a entraîné l'antériorité des syndicats sur le Parti travailliste.
Après la scission de la mouvance socialiste au début du XXe siècle, les partis communistes et, prise au sens large, la mouvance communiste dans son ensemble, se sont présentés comme l'avant-garde du prolétariat et, se fondant sur la théorie du socialisme scientifique élaborée par Karl Marx et Friedrich Engels, ont lutté avec le plus d'ardeur pour l'émancipation et l'amélioration des conditions existence de la classe ouvrière dans son ensemble, obtenant de nombreuses conquêtes sociales dont la plupart sont encore en place de nos jours, allant même jusqu'à la prise du pouvoir par l'élection ou la révolution communiste dans plusieurs états. Les anarchistes ont également pu revendiquer la représentation des intérêts du monde ouvrier, notamment via des phénomènes comme l'anarcho-syndicalisme et leur présence constante dans les luttes sociales.

## Revendications

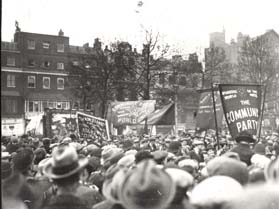
Manifestation à Londres pendant la grève générale de 1926.

Les courants d'idée défendant le mouvement ouvrier dénoncent la pénibilité et l'aliénation du salariat. Au XIXe siècle, des théoriciens socialistes en montrent le caractère profondément exploiteur (voir notamment Karl Marx : Travail salarié et Capital, Misère de la philosophie, Le Capital, Critique du programme de Gotha…). Les revendications traditionnelles du mouvement ouvrier se situent à deux niveaux :
- De façon immédiate, il y a l'exigence de la hausse des salaires et de la baisse du temps de travail, sous plusieurs formes : baisse du nombre d'heures dans la journée, augmentation du temps de pause, congés payés. Ces deux exigences conduisent suivant la théorie marxiste à une diminution du taux d'exploitation ;
- À terme, les communistes prônent la suppression du salariat, afin de supprimer l'exploitation (« la classe ouvrière doit inscrire sur son drapeau le mot d'ordre révolutionnaire « abolition du salariat », qui est son mot d'ordre final » (Karl Marx, 1848)).

Dans la même catégorie mais de façon plus limitée, on peut aussi ranger les luttes pour l'interdiction du travail des enfants, ou du travail de nuit pour les femmes.
À partir du XIXe siècle, un fort mouvement féministe se développe au sein du mouvement ouvrier, avec des figures emblématiques comme Louise Michel, Rosa Luxemburg, Clara Zetkin et Alexandra Kollontaï.

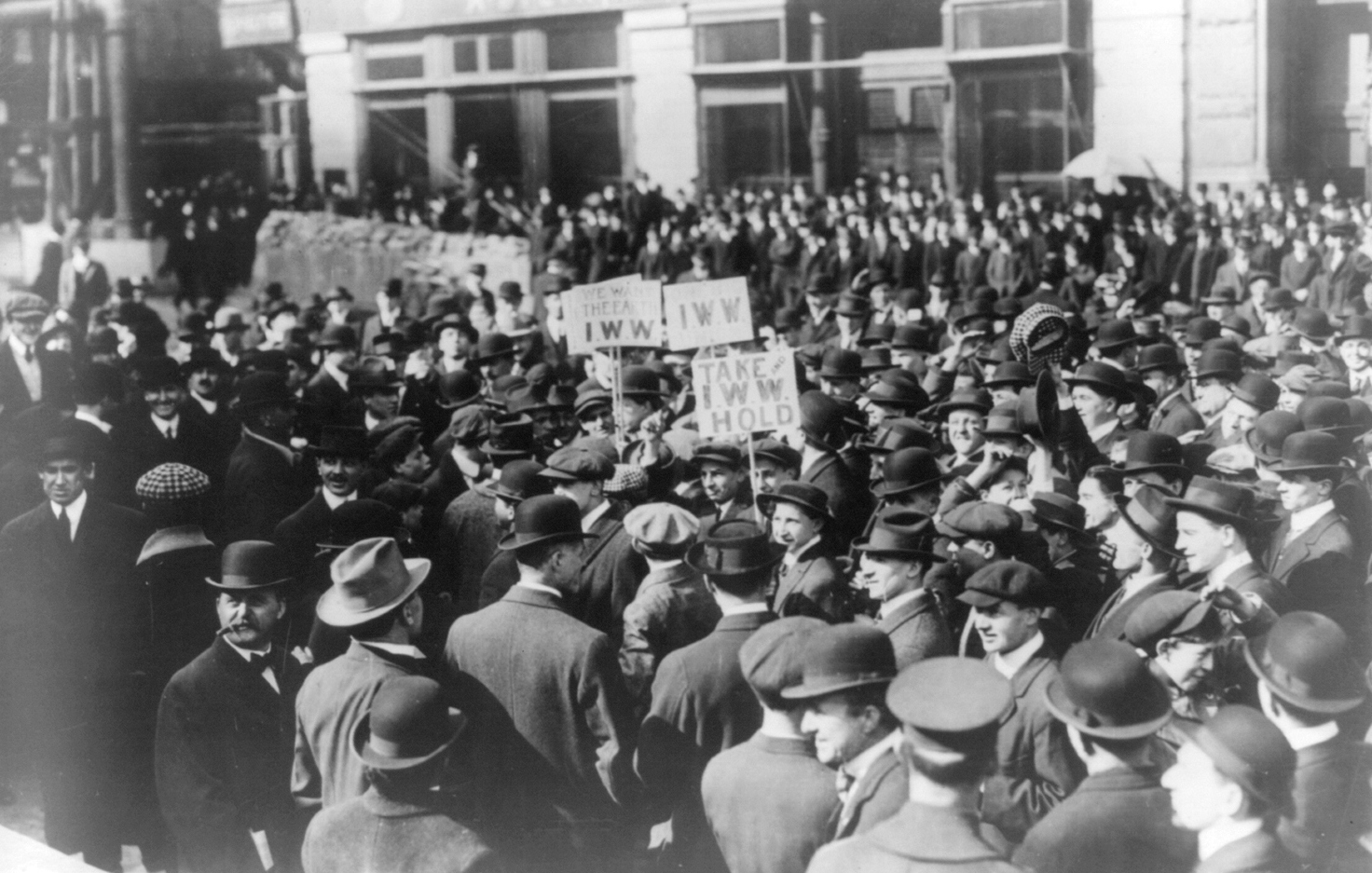
Manifestation de l'IWW à New York en 1914.